# Keno Harriehausen
Keno Harriehausen (* 1988 in Hamburg) ist ein deutscher Jazzmusiker (Piano, Komposition).

## Wirken
Harriehausen studierte Musik am Konservatorium von Amsterdam, dann in Trondheim und Kopenhagen. Nach Beendigung seines Studiums zog er nach Leipzig. Bereits 2012 gründete er sein Quartett (mit Kārlis Auziņš), mit dem er Preisträger beim International Zeeland Jazz Award 2013, aber auch beim Mechelen Jazzcontest 2014 wurde. Nach Umbesetzungen (von Schlagzeuger Tristan Renfrow zur Cellistin Oda Mathilde Dyrnes, am Bass von Clemens van der Feen zu Andris Meinig) legte er mit dem Quartett 2019 sein gleichnamiges Debütalbum vor, das mit seinem Brückenschlag zwischen Jazz und Klassik hervorragende Kritiken erhielt. Weiterhin ist er auf den ersten beiden Alben der Sängerin Tossia Corman zu hören. Anlässlich der JazzBaltica 2020 wurde ihm der IB.SH-Jazz-Award verliehen; im Preiskonzert trat er mit Fabia Mantwill, Eva Kruse, Eva Klesse und Nils Landgren auf.